# Mateo Tanlongo
Mateo Tanlongo (* 12. srpna 2003) je argentinský profesionální fotbalista, který hraje na pozici defenzivního záložníka za kyperský klub Pafos FC, kde je na hostování ze Sportingu CP.

## Klubová kariéra

### Rosario Central
Tanlongo se připojil k mládežnickému týmu Rosario Central v březnu 2010. Poté, co strávil dalších deset let v jejich akademii, kde se stal druhým nejmladším debutantem v záloze, byl v polovině roku 2020 povolán do prvního týmu Kily Gonzálezem. V červnu podepsal svou první profesionální smlouvu. Kvůli říjnovému zranění kolena vynechal dva měsíce. V lednu 2021, poté, co byl 2. ledna nevyužit na lavičce proti Defensa y Justicia, debutoval Tanlongo 9. ledna v Copa de la Liga Profesional při prohře s Lanúsem; nahradil Emmanuela Ojedu.

### Sporting CP
Dne 5. ledna podepsal Tanlongo smlouvu do roku 2027 s klubem Primeira Ligy Sporting CP. Jeho klauzule o uvolnění byla stanovena na 60 milionů eur.

#### Hostování v Kodani
Dne 1. září 2023 oznámil dánský superligový klub FC Kodaň podpis smlouvy s Tanlongem na sezónní hostování s nepovinnou výkupní klauzulí.

#### Hostování v Rio Ave
Dne 11. ledna 2024 se Tanlongo vrátil do Portugalska, kam odešel na hostování do konce sezóny do klubu Primeira Ligy Rio Ave.

#### Hostování v Pafosu
Dne 6. září 2024 se Tanlongo připojil ke kyperskému klubu Pafos FC na sezónní hostování s opcí na odkup.

## Reprezentační kariéra
V roce 2019 si ho manažer Pablo Aimar vybral do týmu Argentiny do 16 let.

## Osobní život
Tanlongo se narodil v Argentině, je italského původu a má dvojí občanství.

## Statistiky

### Klubové
Platí k zápasu hranému 27. září 2023.
| Klub                 | Sezóna            | Liga              | Liga   | Liga | Národní pohár | Národní pohár | Ligový pohár | Ligový pohár | Kontinentální | Kontinentální | Celkově | Celkově |
| Klub                 | Sezóna            | Soutěž            | Zápasy | Góly | Zápasy        | Góly          | Zápasy       | Góly         | Zápasy        | Góly          | Zápasy  | Góly    |
| -------------------- | ----------------- | ----------------- | ------ | ---- | ------------- | ------------- | ------------ | ------------ | ------------- | ------------- | ------- | ------- |
| Rosario Central      | 2020/21           | Primera División  | 1      | 0    | 0             | 0             | 0            | 0            | —             | —             | 1       | 0       |
| Rosario Central      | 2021              | Primera División  | 4      | 0    | 0             | 0             | 1            | 0            | 0             | 0             | 5       | 0       |
| Rosario Central      | 2022              | Primera División  | 20     | 0    | 2             | 0             | 7            | 0            | —             | —             | 29      | 0       |
| Rosario Central      | Celkově           | Celkově           | 25     | 0    | 2             | 0             | 8            | 0            | 0             | 0             | 35      | 0       |
| Sporting CP          | 2022/23           | Primeira Liga     | 9      | 0    | 0             | 0             | 2            | 0            | 3             | 0             | 14      | 0       |
| FC Kodaň (hostování) | 2023/24           | Superligaen       | 0      | 0    | 1             | 0             | —            | —            | 0             | 0             | 1       | 0       |
| Celkově v kariéře    | Celkově v kariéře | Celkově v kariéře | 34     | 0    | 3             | 0             | 10           | 0            | 3             | 0             | 50      | 0       |